# Бахожин
Бахожин (пол. Bachorzyn) — село в Польщі, у гміні Бучек Ласького повіту Лодзинського воєводства.
Населення — 312 осіб (2011).
У 1975-1998 роках село належало до Серадзького воєводства.

## Демографія
Демографічна структура станом на 31 березня 2011 року:
|          | Загалом | Допрацездатний вік | Працездатний вік | Постпрацездатний вік |
| -------- | ------- | ------------------ | ---------------- | -------------------- |
| Чоловіки | 157     | 34                 | 107              | 16                   |
| Жінки    | 155     | 24                 | 94               | 37                   |
| Разом    | 312     | 58                 | 201              | 53                   |